# Harry Melling
Harry Edward Melling (ur. 13 marca 1989 w Londynie) – brytyjski aktor, znany przede wszystkim z roli Dudleya Dursleya w serii filmów o Harrym Potterze oraz Harry'ego Beltika w miniserialu Netflixa Gambit królowej.

## Filmografia
- 2022: Bielmo (The Pale Blue Eye) jako kadet Edgar Allan Poe
- 2020: Gambit Królowej jako Harry Beltik
- 2018: Ballada o Busterze Scruggsie jako artysta
- 2010: Harry Potter i Insygnia Śmierci: Część I jako Dudley Dursley
- 2008: Przygody Merlina (Merlin) jako Gilli
- 2007: Harry Potter i Zakon Feniksa jako Dudley Dursley
- 2004: Harry Potter i więzień Azkabanu jako Dudley Dursley
- 2002: Harry Potter i Komnata Tajemnic jako Dudley Dursley
- 2001: Harry Potter i Kamień Filozoficzny jako Dudley Dursley